# Эвре-Эйкер
Эвре-Эйкер (норв. Øvre Eiker) — коммуна в губернии Бускеруд в Норвегии. Административный центр коммуны — город Хокксунн. Официальный язык коммуны — букмол. Население коммуны на 2007 год составляло 16 132 чел. Площадь коммуны Эвре-Эйкер — 456,76 км², код-идентификатор — 0624.

## История населения коммуны
Население коммуны за последние 60 лет.

Статистика коммуны Эвре-Эйкер